# RQ-35 Heidrun
RQ-35 Heidrun - беспилотный летательный аппарат, предназначеный для ведения маловысотной разведки, наблюдения и рекогносцировки.
В версии 2023 года сообщалось о сохранении возможности полета при заглушенных сигналах ГНСС. Стоимость — $16 тыс.

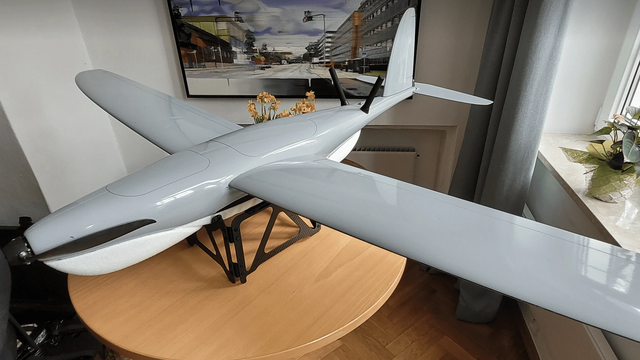

## Описание
Характеристики:
- время развертывания — 5 мин;
- продолжительность полета — 100…150 минут;
- дальность канала связи — до 30 км;
- вес полезной нагрузки — 2,3 кг;
- угол обзора камеры — 360 градусов;
- крейсерская скорость — 60 км/ч;
- потолок высоты — 3,5 км.

Тактический беспилотник является сверхмобильным и может быть быстро развернут в полевых условиях. Управление осуществляется с помощью простого в использовании навигатора с сенсорным экраном и точным GPS или джойстиком и отдельно управляемой 2-осевой стабилизированной системой подвеса.
Heidrun — это проверенный в бою миниатюрный беспилотник с фиксированным крылом, предназначенный для выполнения низколетных разведывательных и разведывательных операций. Он предназначен для работы в сложных условиях и с учетом высокой мобильности, быстрого и простого запуска. Достигая 25+ километров прямой видеосвязи, он идеально подходит для сбора оперативных данных из любой критически важной области, не подвергая оператора никакой опасности.
КОМПАКТНАЯ НАЗЕМНАЯ СТАНЦИЯ Стандарт IP68 делает компактную наземную станцию надежной в эксплуатации. Универсальное крепление для настройки антенн малого или большого радиуса действия делает их универсальными для миссии.
Производитмя Датской компанией SKY-WATCH

## На вооружении
- Германия
- Украина[2]

Страна-производитель: Дания